# Engleromyces sinensis
Engleromyces sinensis är en svampart som beskrevs av M.A. Whalley, A. Khalil, T.Z. Wei, Y.J. Yao & Whalley 2010. Engleromyces sinensis ingår i släktet Engleromyces och familjen kolkärnsvampar.   Inga underarter finns listade i Catalogue of Life.